# Pezidae
Pezidae zijn  een familie van mijten.

## Taxonomie
De volgende taxa zijn bij de familie ingedeeld:
- Geslacht Peza Harvey, 1990
  - Peza daps Harvey, 1990
  - Peza ops Harvey, 1990